# Sankov
Sankov - Саньков (rus) - és un khútor del krai de Krasnodar, a Rússia. Es troba a la zona dels vessants septentrionals del Caucas Nord, a la vora del riu Urup. És a 15 km al sud-est d'Otràdnaia i a 226 km al sud-est de Krasnodar. Pertany a l'stanitsa de Malotenguínskaia.